# St. Kiprian Peak
Der St. Kiprian Peak (englisch; bulgarisch връх Св. Киприан wrach Sw. Kiprian) ist ein 280 m hoher und felsiger Berg auf Greenwich Island im Archipel der Südlichen Shetlandinseln. Er ragt 1,4 km östlich des Vratsa Peak, 1,3 km südlich des Ilarion Ridge, 1,2 km westlich des Fort Point und 0,7 km nordöstlich des Kormesiy Peak auf in den Breznik Heights. Der Mussala-Gletscher liegt nördlich von ihm.
Bulgarische Wissenschaftler kartierten ihn im Zuge von Vermessungen der Tangra Mountains auf der benachbarten Livingston-Insel zwischen 2004 und 2005. Die bulgarische Kommission für Antarktische Geographische Namen benannte ihn 2006 nach dem Metropoliten Kiprian (1330–1406), Heiliger der russisch-orthodoxen Kirche.